# The Beatles (album)
The Beatles je v britské diskografii deváté album stejnojmenné skupiny. Bylo vydáno 22. listopadu 1968. Obsahuje třicet skladeb o celkové délce 93,5 minuty a je jediným řadovým dvojalbem Beatles. Pro jeho obal se mu běžně říká Bílé album (anglicky The White Album). Původně se deska měla jmenovat A Doll's House („Domeček pro panenky“), od tohoto názvu však bylo upuštěno, když britská rocková skupina Family vydala o něco dříve své album Music in a Doll's House.

## Vznik alba
Většina písní byla složena v indickém meditačním centru Mahariši Maheše Jógiho poblíž Rišikéše, kam členové skupiny se svými manželkami odcestovali v únoru 1968, aby se zrekreovali a věnovali se meditacím. Ringo Starr vydržel na místě necelý měsíc, McCartney o něco déle. Zbývající dva členové, Harrison a Lennon, zůstali až do dubna, kdy zjistili, že nemohou svému duchovnímu vůdci důvěřovat.
30. května 1968 se Beatles sešli v Harrisonově domácím studiu v anglickém Esheru a natočili celkem 23 demonahrávek. Některé z těchto písní nakonec nebyly použity a po rozpadu skupiny je bývalí členové znovu nahráli na svá sólová alba. Byly to např. McCartneyho Junk, Harrisonovy Circles a Not Guilty nebo Lennonovy Child of Nature (přetextovaná na Jealous Guy) a What's The New Mary Jane (kterou nikdy nevydal a demo můžeme slyšet až na retrospektivní sbírce Anthology 3 z roku 1996, podobně jako beatlovské nahrávky Junk či Not Guilty).
Na rozdíl od předchozího alba, Sgt. Pepper's Lonely Hearts Club Band (a také Magical Mystery Tour, které bylo soundtrackem k filmu) nebylo The Beatles zamýšleno jako konceptuální album. Písně nespojuje žádné téma, bez zřejmé logiky se střídá i mnoho diametrálně odlišných stylů hudby (blues, rock'n'roll, hard-rock, folk, country, dětské popěvky, meditativní, experimentální a další). Je možné, že právě z důvodu takového množství nesourodých „škatulek“ či „koutků“ chtěli Beatles toto album nazvat „Domeček pro panenky“. Výrazným rozdílem oproti složitě produkovaným a masivně studiově upravovaným písním z předchozích alb bylo také to, že mnohé skladby na „Bílém albu“ byly naopak aranžovány velmi úsporně, až syrově, často jen s několika málo nástroji. Některé písně mají však zase bohaté orchestrální pojetí s mnoha hudebníky a zpěváky.
Z období natáčení alba pochází dva singly. Ob-La-Di, Ob-La-Da/Julia (obě písně jsou na albu) a dvě písně, které na albu nejsou, Hey Jude/Revolution (rychlejší a rockovější verze Revolution 1, která na albu je). Některé skladby byly natočeny v Trident Studios v londýnské čtvrti Soho. Jedná se o Dear Prudence, Honey Pie, Savoy Truffle, Martha My Dear a rovněž zmiňovanou Hey Jude. Zbytek písní byl natočen v domovském studiu Beatles, Abbey Road Studios.

## Obal
Pro původní koncepci alba pod názvem A Doll's House vytvořil malíř Richard Hamilton na návrh Paula McCartneyho pop-artovou obálku se stylizovanými tvářemi členů kapely. Ta nakonec vzhledem k přejmenování alba nebyla použita, ale objevila se později alespoň na obalu kompilace The Beatles Ballads (1980).
Místo toho byla zvolena grafika radikálně odlišná, jsoucí v naprostém kontrastu se složitými a barvami hýřícími psychedelickými obaly Seržanta Pepře či Magical Mystery Tour, a ostatně i ostatních rockových alb té doby – celá obálka je bílá a prázdná, je na ní pouze plasticky vytlačen název alba (resp. kapely; album je v podstatě bez názvu) v jednoduchém fontu. Každá obálka měla na sobě také natištěné unikátní sériové číslo výrobku. Vnitřní strany obsahovaly texty písní a fotografie. Album mělo i přílohu – plakát s fotoportréty členů skupiny.
Na obalech pozdějších vydání na kompaktních discích či magnetofonových kazetách je místo vytlačeného nápisu zpravidla použito černé nebo šedé písmo. Některé verze kazetových vydání však mají místo bílé obálky zmenšeninu původně vloženého plakátu.
Rutherford Chang v galerii Dust & Grooves zorganizoval výstavu We Buy White Albums, která obsahuje 693 obalů alba, často různě poškozených, popsaných apod.

## Seznam skladeb
Pokud není za názvem uvedeno jinak, je autorem písní dvojice Lennon/McCartney. Ve skutečnosti ovšem už v té době psali většinou písně každý sám (autor pak zpravidla nazpíval hlavní vokál). Na každé ze čtyř stran alba má po jedné skladbě George Harrison, a poprvé se na album Beatles dostala i píseň od Ringa Starra. 
Experimentální skladba „Revolution 9“, kde se nezpívá, je především dílem Johna Lennona, s přispěním Harrisona, McCartneyho a Yoko Ono. Ta také nazpívala několik veršů v písni „The Continuing Story of Bungalow Bill“, což je jediný případ v katalogu Beatles, kdy nějaký hlavní vokál zpívá někdo jiný než členové kapely.
Strana 1
1. Back in the U.S.S.R. – 2:43 (zpěv McCartney)
2. Dear Prudence – 3:56 (zpěv Lennon)
3. Glass Onion – 2:17 (zpěv Lennon)
4. Ob-La-Di, Ob-La-Da – 3:08 (zpěv McCartney)
5. Wild Honey Pie – 1:01 (zpěv McCartney)
6. The Continuing Story of Bungalow Bill – 3:14 (zpěv Lennon, Yoko Ono)
7. While My Guitar Gently Weeps (Harrison) – 4:45 (zpěv Harrison)
8. Happiness Is a Warm Gun – 2:43 (zpěv Lennon)

Strana 2
1. Martha My Dear – 2:28 (zpěv McCartney)
2. I'm So Tired – 2:03 (zpěv Lennon)
3. Blackbird – 2:18 (zpěv McCartney)
4. Piggies (Harrison) – 2:04 (zpěv Harrison)
5. Rocky Raccoon – 3:32 (zpěv McCartney)
6. Don't Pass Me By (Starr) – 3:50 (zpěv Starr)
7. Why Don't We Do It in the Road? – 1:41 (zpěv McCartney)
8. I Will – 1:46 (zpěv McCartney)
9. Julia – 2:54 (zpěv Lennon)

Strana 3
1. Birthday – 2:42 (zpěv McCartney)
2. Yer Blues – 4:01 (zpěv Lennon)
3. Mother Nature's Son – 2:48 (zpěv McCartney)
4. Everybody's Got Something to Hide Except Me and My Monkey – 2:24 (zpěv Lennon)
5. Sexy Sadie – 3:15 (zpěv Lennon)
6. Helter Skelter – 4:29 (zpěv McCartney)
7. Long, Long, Long (Harrison) – 3:04 (zpěv Harrison)

Strana 4
1. Revolution 1 – 4:15 (zpěv Lennon)
2. Honey Pie – 2:41 (zpěv McCartney)
3. Savoy Truffle (Harrison) – 2:54 (zpěv Harrison)
4. Cry Baby Cry – 3:01 (zpěv Lennon, McCartney)
5. Revolution 9 – 8:22 (bez zpěvu)
6. Good Night – 3:11 (zpěv Starr)

## Obsazení

### The Beatles
- George Harrison – zpěv, sólová kytara i doprovodná kytara, basová kytara, Hammondovy varhany, bicí, perkuse
- John Lennon – zpěv, sólová kytara i doprovodná kytara, basová kytara, Hammondovy varhany, harmonium, piano, Mellotron, perkuse, harmonika, saxofon
- Paul McCartney – zpěv, sólová kytara i doprovodná kytara, basová kytara, piano, Hammondovy varhany, zobcová flétna, křídlovka, bicí, tympány, perkuse
- Ringo Starr – bicí, perkuse, zpěv, piano

### Další hudebníci
- Frederick Alexander – violoncello
- Ted Barker – trombón
- Leo Birnbaum – viola
- Eric Bowie – housle
- Leon Calvert – trubka
- Eric Clapton – sólová kytara
- Keith Cummings – viola
- Henry Datyner – housle
- Geoff Emerick – doprovodný zpěv, mistr zvuku
- Mal Evans – doprovodný zpěv, saxofon
- Jack Fallon – housle
- Eldon Fox – violoncello
- Pattie Harrison – doprovodný zpěv
- Ronnie Hughes – trubka
- Reginald Kilby – violoncello
- Harry Klein – saxofon, klarinet
- Norman Lederman – housle
- Jackie Lomax – doprovodný zpěv
- Les Maddox – housle
- George Martin – smyčcové a žesťové nástroje, klarinet, piano, orchestrální aranžmá, dirigování, produkce, mixování
- Dennis McConnell – housle
- Bernard Miller – housle
- Henry Myerscough – viola
- Alf Reece – tuba
- Stanley Reynolds – trubka
- Jimmy Scott – perkuse
- Ken Scott – mistr zvuku, mixování
- Lou Soufier – housle
- Maureen Starkey – doprovodný zpěv
- The Mike Sammes Singers – doprovodný zpěv
- Chris Thomas – mellotron, cembalo, piano, produkce
- Ronald Thomas – housle
- Tony Tunstall – lesní roh
- John Underwood – viola
- Yoko Ono – doprovodný zpěv